# Ladendorf
Ladendorf è un comune austriaco di 2 234 abitanti nel distretto di Mistelbach, in Bassa Austria; ha lo status di comune mercato (Marktgemeinde).